# 克里斯特斯
克里斯特斯是德国图林根州的一个市镇。总面积15.46平方公里，总人口628人，其中男性294人，女性334人（2011年12月31日），人口密度41人/平方公里。